# Daigo Fukuryū Maru
Daigo Fukuryū Maru (em japonês:  第五福龍丸, F/V Dragão da Sorte 5) foi um barco de pesca de atum japonês com uma tripulação de 23 homens que foi contaminado por precipitação nuclear do teste de armas termonucleares Castle Bravo dos Estados Unidos no Atol de Bikini em 1 de março de 1954.
A tripulação sofreu síndrome da radiação aguda (ARS) por várias semanas após o teste Bravo em Março. Todos se recuperaram, exceto Kuboyama aikichi, o chefe radioman do barco, que morreu em 23 de setembro de 1954 devido a complicações da doença da radiação. Kuboyama é considerada a primeira vítima do bomba de hidrogênio e de teste tiro Castelo Bravo.

## Primeiros dias e viagem final
Construído em março de 1947 e lançado de Koza, Wakayama, o barco foi originalmente chamado de Dainana Kotoshiro Maru (第七事代丸, Kotoshiro Maru No. 7) . Era um barco  atracado no porto de pesca de Misaki, na província de Kanagawa. Mais tarde foi remodelado em um barco de pesca de atum. Em 1953, mudou-se para o Porto de Yaizu, Prefeitura de Shizuoka, com um novo nome, Daigo Fukuryū Maru, traduzido como Lucky Dragon No. 5 ou o Quinto Dragão da Sorte.
O Lucky Dragon No. 5 fez cinco viagens oceânicas, a última das quais começou em 22 de janeiro de 1954 e terminou em 14 de março daquele ano. A tripulação partiu para pescar no Mar de Midway, perto Atol Midway mas quando eles perderam a maior parte de suas redes de arrasto para o mar, eles alteraram seu curso para o sul perto do Ilhas Marshall e encontrou consequências do teste nuclear Castle Bravo no Atol de Bikini em 1º de Março.
Um mapa da localização variável do barco nos dias que antecederam e após o dia da explosão está disponível. Em 1º de Março, o mapa mostra o navio muito perto da fronteira do Marinha dos EUA emitido "Aviso de zona de perigo" datado de 10 de outubro de 1953. Após 1º de Março, o navio traçou uma linha praticamente reta geodesico curso de volta ao seu porto Natal de Yaizu, passando o mesmo latitude como Wake Island entre 4 e 6 de março e chegando a Yaizu em 14 de Março.
A fonte do mapa, não indica como o mapa foi criado, ou seja, não afirma que o registro do navio foi consultado na criação do mapa, nem fornece a medições do navegador com o Bussola e sextante do período. A posição exata do navio no dia da explosão é, portanto, incerta. Referências contemporâneas dão uma figura de "80 milhas (130 km) a leste do Atol de Bikini" sem indicar o método pelo qual a distância foi calculada. De acordo com um artigo de 1997 de Martha Smith-Norris, o navio estava operando" 14 milhas " fora da "área de perigo" de 57.000 milhas quadradas, e não foi detectado por radar ou visual aviões spotter.

## Eventos em torno de 1 de Março de 1954

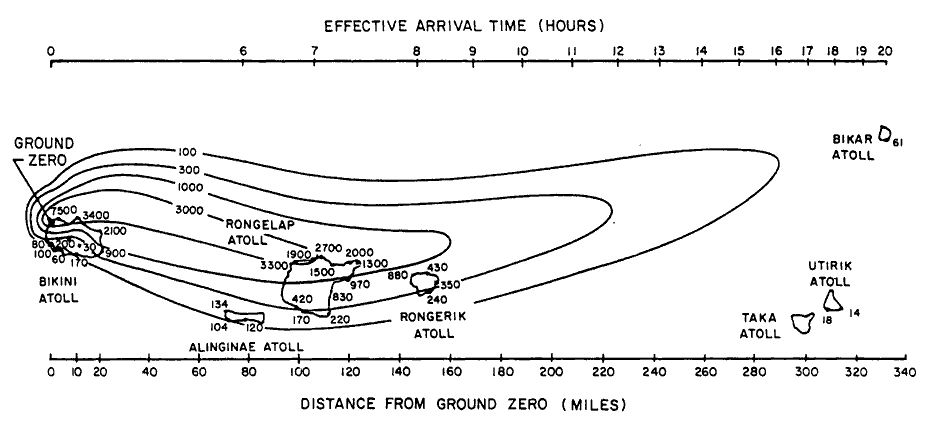
A pluma da precipitação do Bravo espalhou níveis perigosos de radiação sobre uma área sobre 100 mi longo, incluindo ilhas habitadas. As linhas de contorno mostram a dose de radiação cumulativa em Roentgen (R) durante as primeiras 96 horas após o teste.

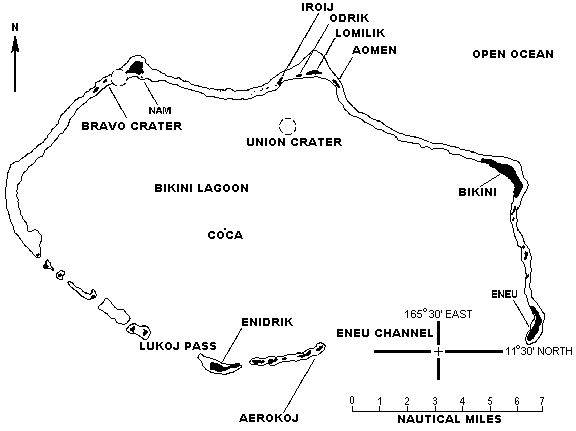
O Atol Bikini. A cratera Bravo fica no extremo noroeste do Atol. A tripulação de tiro do dispositivo foram localizados na ilha Enyu, escrito de várias maneiras como Ilha Eneu, conforme descrito neste mapa.

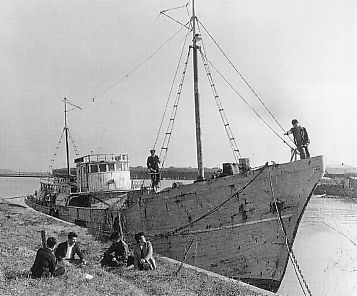
Daigo Fukuryū Maru no início dos anos 1950, pouco antes do incidente

O Daigo Fukuryū Maru (Dragão da Sorte 5 No. 5) encontrou o precipitacao do teste nuclear do Castelo Bravo dos EUA no Atol de Bikini, perto do Ilhas Marshall, em 1º de Março de 1954. Quando o teste foi realizado, o Daigo Fukuryū Maru estava pescando fora da zona de perigo que o governo dos EUA havia declarado com antecedência. No entanto, o teste foi duas vezes mais poderoso do que o previsto, e mudanças nos padrões climáticos explodiram a precipitação nuclear, na forma de cinzas finas, fora da zona de perigo. Naquele dia, o céu no oeste se iluminou como um pôr do sol. O Daigo Fukuryū Maru não foi danificado pela onda de choque da explosão. No entanto, várias horas depois, poeira branca e radioativa composta de partículas radioativas de coral e areia caiu sobre o navio. Os pescadores tentaram escapar da área, mas levaram quase 6 horas para recuperar as artes de pesca do mar e processar peixes (principalmente tubarão e atum) capturados nas linhas, expondo-se à precipitação radioativa. Os pescadores recolheram a poeira altamente radioativa em sacos com as próprias mãos. Um pescador, Oishi Matashichi, relatou que ele "lambeu" a poeira que caiu em seu navio, comparando o material em queda A 粉雪 ("neve em pó") e descrevendo-o como arenoso, mas sem gosto. A poeira grudou em seus corpos e no navio, entrando em suas passagens nasais e orelhas, irritando os olhos e se acumulando dentro de suas roupas íntimas. Os sintomas da doença da radiação apareceram mais tarde naquele dia. Devido a isso, os pescadores chamaram a cinza branca shi no hai (死の灰, cinzas da morte). As cinzas que caíram sobre o navio carregavam estrôncio-90, césio-137, selênio-141 e urânio-237.

### Eventos entre 2 e 14 de Março
Durante seu retorno, a tripulação começou a mostrar sintomas de envenenamento por radiação já na noite após a exposição. Eles experimentaram dor, dores de cabeça, náuseas, tonturas e diarréia. Seus olhos começaram a ficar vermelhos e desenvolveram um muco com coceira. Um tripulante decidiu manter algumas das cinzas para analisá-las em sua chegada para casa, mas foi mantido em uma bolsa pendurada em um dos beliches e, portanto, estava próximo dos homens adormecidos durante o retorno. Análise posterior da amostra por, entre outros, Universidade de Tóquio determinou que a cinza foi causada por uma bomba de hidrogênio. O anúncio desta notícia foi uma grande surpresa para os americanos, pois eles mantiveram persistentemente sua experimentação nuclear em segredo.
No terceiro dia, os homens começaram a desenvolver pequenas bolhas em seus corpos que haviam sido tocadas pelas cinzas radioativas. Seus rostos também começaram a escurecer. Uma semana em sua jornada de retorno, seus cabelos começaram a cair. Em 11 de março, o navio encontrou mares agitados, fazendo-os atracar no final de 14 de março. Esta chegada tardia felizmente fez com que os peixes contaminados ficassem dentro do navio até a manhã seguinte. Assim, eles foram capazes de jogar fora grande parte do atum assim que descobriram a radiação.

### Eventos após o retorno ao porto de Yaizu

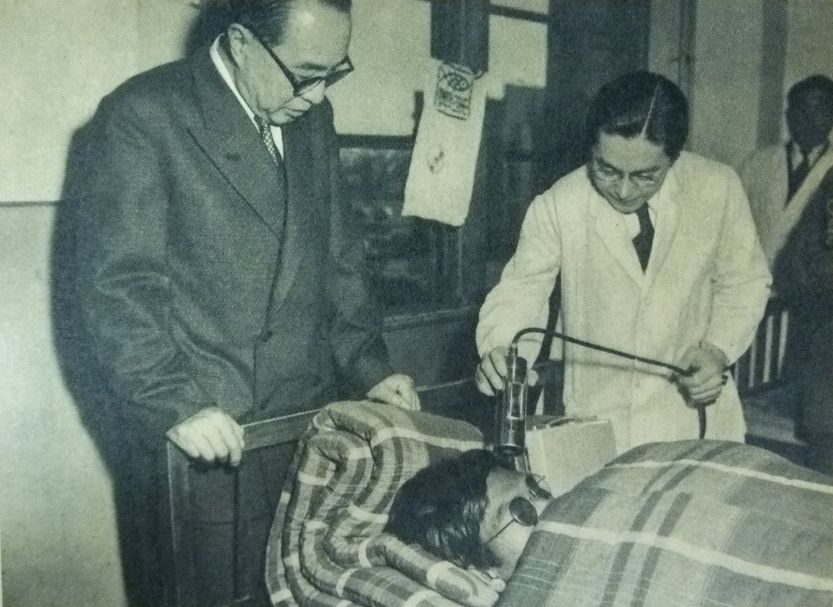
Profissionais médicos, antes da era do Contagem de corpo inteiro, avaliando a radioatividade de um membro da tripulação acamado usando um Geiger counter em 31 de Março de 1954, com foco no cabelo da pessoa, que teria coletado precipitação empoeirada.

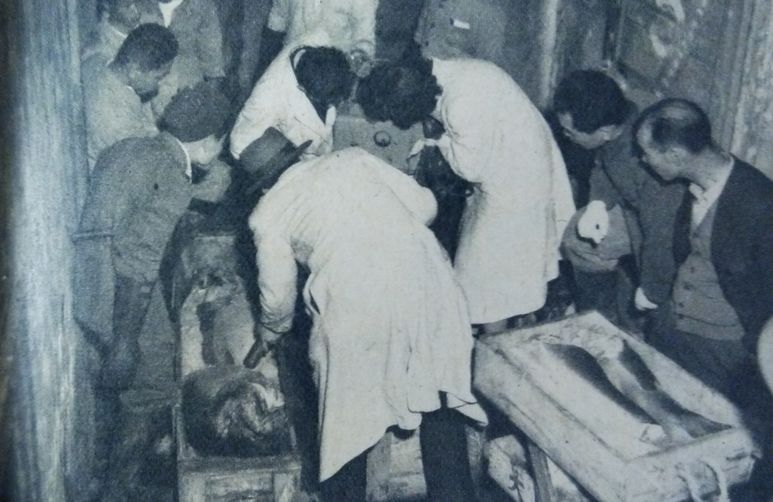
Inspeção de atum com um contador geiger antes da venda em um peixariade 31 de Março de 1954

Após sua chegada, os homens foram para o Hospital público de Yaizu, onde o cirurgião, Oi Toshiaki aplicou uma pomada de zinco em seus rostos e os mandou para casa. Em 15 de março de 1954, o engenheiro Yamamoto, deckhand Masuda e outros 5 que supostamente compunham os membros "idosos" da tripulação foram enviados ao Hospital Universitário de Tóquio para tratamento. Lá, eles testaram a medula óssea de Masuda e encontraram sua contagem de glóbulos brancos na metade do nível normal. O biofísico Japonês Nishiwaki Yasushi viajou imediatamente de Osaka para Yaizu examinar a tripulação e seu barco. Ele rapidamente concluiu que eles haviam sido expostos a precipitação radioativa e escreveu uma carta ao chefe dos EUA Comissão De Energia Atómica (AEC) pedindo mais informações sobre como tratar a tripulação. Os membros da tripulação, sofrendo de náuseas, dores de cabeça, queimaduras, Dor nos olhos, sangramento das gengivas e outros sintomas, foram diagnosticados com síndrome da radiação aguda. Os EUA não responderam à carta de Nishiwaki ou a cartas de outros cientistas japoneses solicitando informações e ajuda, embora os Estados Unidos tenham enviado dois cientistas médicos ao Japão para estudar os efeitos das consequências sobre a tripulação do navio e ajudar seus médicos. Os membros restantes da tripulação foram colocados em quarentena no Hospital Yaizu North Com todas as suas roupas e pertences enterrados na propriedade. Altos níveis de radiação foram encontrados no cabelo e nas unhas dos homens e, portanto, o hospital foi forçado a cortar o resto do cabelo.
Há uma pitada de críticas de um dos membros da tripulação, Oishi Matashichi, voltado para o então Ministro das Relações Exteriores do Japão Katsuo Okazaki em seu livro, citando o fato de que, apesar de lentos ressentimento para com a GENTE sobre os bombardeios atômicos de Hiroshima e Nagasaki, em 1945, e a suspeita de que funcionários dos EUA está interessado apenas na pesquisa, ao invés de tentar curar alguém de sua posterior bombardeio das doenças relacionadas ao, o Ministro dos negócios Estrangeiros de Okazaki disse ter falado com freqüência para a equipe sobre a necessidade de os norte-Americanos para estar presente durante o tratamento. De fato, Oishi chega ao ponto de dizer "o Ministro das Relações Exteriores geralmente ficava do lado americano, e parecia que ele era o Ministro das Relações Exteriores americano (e não o nosso)".
Todos foram transferidos para o Hospital Universitário de Tóquio. Lá eles permaneceriam por quatorze meses ou mais em alguns casos. Eles foram submetidos a exames diários e várias amostras de sangue. A medula óssea também foi retirada de diferentes áreas dos homens. Seus glóbulos vermelhos e brancos caíram significativamente, causando sangramento interno e fezes sanguíneas. Eles tinham febres altas constantes, sangravam dos narizes e gengivas e tinham diarréia persistente. Sua contagem de espermatozóides também caiu para números baixos ou, em alguns casos, para nenhum. Para o tratamento, os homens foram prescritos repouso no leito e receberam grandes quantidades de antibióticos e transfusões de sangue. Dr. Morita Hisao relatou que os homens desenvolveram panmielose aguda, uma doença que atacou sua medula óssea destruindo sua capacidade de gerar sangue.
Por Volta de 20 de agosto, Kuboyama aikichi condição deteriorada. Em 29 de agosto, ele caiu em estado crítico após desenvolver meningite. Ele ficou delirante e violento, tendo que ser amarrado a uma cama no chão. Kuboyama logo entrou em coma e desenvolveu pneumonia. Em 23 de setembro, ele se tornou o primeiro membro da tripulação a morrer de complicações da doença da radiação. Os vinte e dois tripulantes restantes foram libertados do hospital em 20 de maio de 1955, após quatorze meses. Eles receberam exames anuais para monitorar o número de complicações de doença de radiação a longo prazo.

## História de saúde da tripulação sobrevivente
Como os hibakusha, sobreviventes dos bombardeios atômicos em Hiroshima e Nagasaki em 1945, a tripulação do Daigo Fukuryū Maru foi estigmatizada por causa do medo do público japonês daqueles expostos à radiação (geralmente acreditava-se que era contagiosa). A equipe tentou ficar quieta sobre sua exposição por décadas, começando com a alta do hospital. Alguns membros da tripulação se mudaram de suas casas para começar de novo. No entanto, ao contrário do hibakusha, a tripulação do Dragão da Sorte No. 5 não se qualificou para os benefícios de assistência médica que os sobreviventes da bomba atômica receberam.
O ex-membro da tripulação Susumu Misaki abriu uma loja de tofu após o incidente. Ele morreu de câncer de pulmão na província de Shizuoka aos 92 anos.
Outro membro da tripulação, Masayoshi Kawashima (川島正義), tentou ganhar a vida fazendo bolsas após sua alta do hospital, mas falhou. Problemas em sua vida pessoal levaram ao divórcio. Kawashima voltou a pescar, mas morreu pouco depois aos 47 anos.
O membro da tripulação Sanjirō Masuda (増田三次郎) morreu aos 54 anos após contrair várias doenças e enfermidades, incluindo cirrose do fígado, septicemia, úlceras estomacais e diabetes.
O membro da tripulação Yūichi Masuda (増田祐一) morreu aos 55 anos após desmaiar repentinamente no campo em que estava trabalhando e morreu menos de 10 dias depois. Novamente a cirrose do fígado foi citada como causa.
O membro da tripulação Shinzō Suzuki (鈴木慎三) morreu em 18 de junho de 1982 aos 57 anos na Meishin Expressway (名神高速公路) depois que o caminhão que ele dirigia se envolveu em uma colisão traseira e morreu queimado nos destroços. Quando Oishi Matashichi entrou em contato com sua viúva (o acidente aconteceu 4 anos antes de ele descobrir o fato porque eles haviam perdido o contato), ela lhe disse que seu marido sofria de fraqueza geral, e a cirrose do fígado foi novamente mencionada.
O membro da tripulação Hiroshi Kozuka (小塚博) foi diagnosticado com câncer de estômago em março de 1986. Ele, como alguns dos outros tripulantes, frequentava regularmente check-ups anuais que começaram em 1957 no Instituto Nacional de Ciências Radiológicas (放射線医学総合研究所) em Chiba (千葉市). Apesar de ter, apenas algumas semanas antes, seu check-up regular, o câncer foi diagnosticado por um médico local logo após o início das dores de estômago e não diminuiu. Ele passou por uma cirurgia e teve dois terços de seu estômago removidos. Aparentemente se recuperando bem, ele foi diagnosticado com pneumonia apenas uma semana depois.
O engenheiro-chefe Chūji Yamamoto (山本忠司) foi internado em um hospital em Gamagori (蒲郡) um dia antes de passar por seu último check-up anual em 1987. Ele foi diagnosticado com câncer de fígado, cólon e pulmão. Oishi Matashichi fez uma visita a Yamamoto no hospital junto com outro membro da tripulação Tsutsui (筒井) em 21 de fevereiro de 1987, apenas para Yamamoto sucumbir ao câncer 13 dias depois, em 6 de março de 1987, aos 60 anos.
O membro da tripulação Kaneshige Takagi (高木兼重) sucumbiu ao câncer de fígado aos 66 anos - as notícias foram filtradas da Ilha Hoto (保戸島, parte de Kyushu) para Oishi Matashichi em dezembro de 1989. Durante o telefonema recebido da esposa de Takagi, ela mencionou que um funcionário do crematório lhe disse que os ossos de Takagi após a cremação eram os mais finos e frágeis que eles já viram.
Depois de receber alta do hospital, Oishi Matashichi deixou sua cidade natal para abrir um negócio de lavagem a seco. A partir da década de 1980, ele frequentemente dava palestras defendendo o desarmamento nuclear. Seu primeiro filho nasceu morto, o que Oishi atribuiu à sua própria exposição à radiação. Em 1992, Oishi desenvolveu cirrose hepática, mas se recuperou após uma cirurgia bem-sucedida. Em 2011, ele publicou um livro intitulado The Day the Sun Rose in the West: Bikini, the Lucky Dragon and I in English. O livro combina sua história pessoal, a história do Daigo Fukuryū Maru e documentos desclassificados entre os governos japonês e americano sobre os danos das consequências.

## Responsabilidade e lembrança
O governo dos EUA se recusou a divulgar a composição da precipitação devido à "segurança nacional", já que as proporções isotópicas da precipitação - ou seja, uma porcentagem de urânio-237 - poderiam revelar o design do dispositivo Castle Bravo por meio de análise radioquímica. Por exemplo, Joseph Rotblat pode ter deduzido a natureza de encenação do dispositivo estudando a proporção e a presença de isótopos indicadores presentes na precipitação. A partir de 1954, a União Soviética ainda não tinha sido bem sucedida com o encenação termonuclear e tal informação poderia ter ajudado no desenvolvimento de uma arma termonuclear. Lewis Strauss, o chefe da AEC, emitiu várias negações que alegavam que os Estados Unidos não eram os culpados. Ele também levantou a hipótese de que as lesões nos corpos dos pescadores não foram causadas pela radiação, mas pela ação química da cal cáustica queimada que é produzida quando o coral é calcinado, e que eles estavam dentro da zona de perigo. Ele disse ao secretário de imprensa do presidente Eisenhower que o Daigo Fukuryū Maru pode ter sido uma "roupa de espionagem vermelha", comandada por um agente soviético expondo intencionalmente a tripulação e captura do navio para envergonhar os EUA e obter informações sobre o dispositivo do teste.
A princípio, os EUA alegaram que a extensão da contaminação do incidente do Dragão da Sorte  era trivial. Mais tarde, os Estados Unidos pagaram à viúva e aos filhos de Kuboyama o equivalente em ienes de cerca de US$ 2.800 (US$ 26.700 em 2020). A tragédia do Daigo Fukuryū Maru deu origem a um feroz movimento antinuclear no Japão, surgindo especialmente do medo de que o peixe contaminado tivesse entrado no mercado. Os governos japonês e norte-americano negociaram um acordo de compensação, com a transferência para o Japão de uma compensação de $15.300.000, dos quais a pesca recebeu uma compensação de $2 milhões, com a tripulação sobrevivente recebendo cerca de ¥ 2 milhões cada, ($5.550 em 1954, $ 52.800 em 2020). Também foi acordado que as vítimas não receberiam o status de hibakusha. O governo japonês prometeu que não iria buscar mais reparações do governo dos EUA.
Na década de 1990, Oishi Matashichi trabalhou para erguer um memorial para o atum impactado pela precipitação. Ele reuniu pequenas doações e levantou o suficiente para erguer um memorial de pedra chamado "O Epitáfio do Atum" no mercado de Tsukiji . Enquanto a pedra estava sendo movida, eles ergueram uma placa de metal dentro do mercado.

## A contaminação pós Daigo Fukuryū Maru

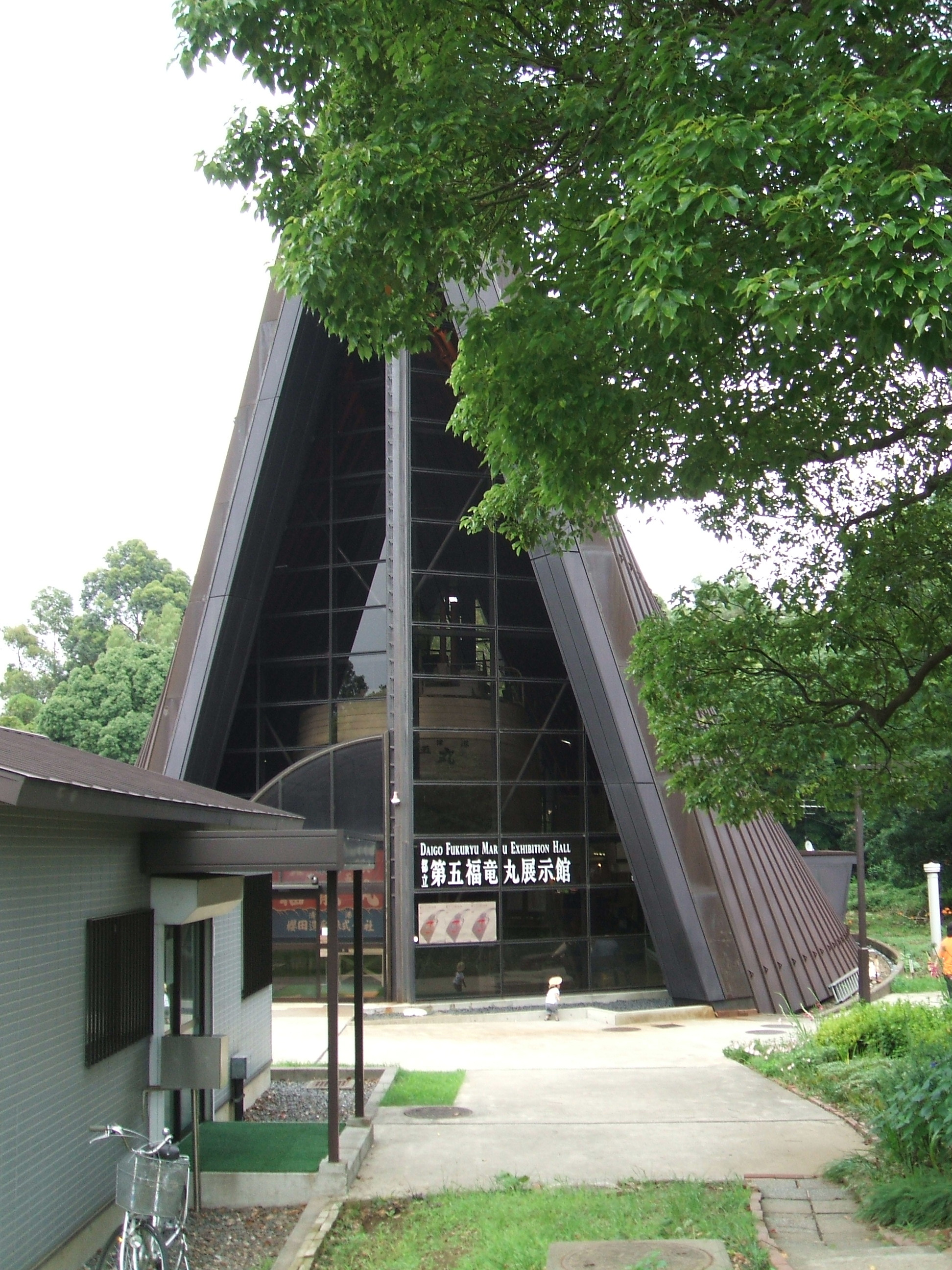
O navio em seu museu em 2007

Quando atracou pela primeira vez no mercado de peixes em Yaizu, o navio emitia radiação que podia ser detectada a 30 metros do navio. Um contador Geiger detectou 120 milliroentgens no convés do navio. Esses números elevados fizeram com que o Dr. Shiokawa ordenasse que o navio fosse movido para o cais norte de Yaizu e guardado pela polícia. Os vários itens a bordo do navio, de folhas de repolho a baratas mortas, foram testados e mostraram altos níveis de radiação.
Em 22 de março, o futuro do navio tornou-se um debate entre os militares dos EUA, o governo japonês e cientistas. Os militares dos Estados Unidos propuseram mover o navio para sua base em Yokosuka para ser descartado. O ministro sem pasta Ando Masazumi argumentou que o navio deveria ser mantido por três meses, partes guardadas para pesquisas científicas e o restante do navio afundado. O professor Nakaizumi, da Universidade de Tóquio, argumentou que o governo japonês deveria comprar o navio para pesquisa de radiação residual. Em 22 de agosto, o navio foi comprado pelo governo japonês e rebocado para a Universidade de Pesca de Tóquio. Em 1956, o navio foi reformado e renomeado como Hayabusa Maru e colocado em uso como navio de treinamento.
O clamor público contra a manipulação do governo do Daigo Fukuryū Maru, sua tripulação e a falta de informações sobre as consequências acenderam um movimento antinuclear e antiamericano. Depois que o navio atracou e recebeu atenção nacional, as assembléias municipais, prefeituras e nacionais aprovaram resoluções em apoio à limitação ou proibição de testes nucleares. Após a morte de Kuboyama, o movimento se expandiu. Em Tóquio, foi fundado o Conselho Nacional para um Movimento de Petição para Proibir as Bombas Atômicas e de Hidrogênio. Este grupo iniciou uma convenção anual de proibição da bomba em 1955. Na primeira Conferência Mundial, uma nova organização chamada Conselho do Japão Contra Bombas Atômicas e de Hidrogênio se formou para expandir o movimento e passou a incluir os hibakusha. O movimento antinuclear culminou em manifestações contra o Tratado de Segurança Estados Unidos-Japão em 1960.
Em 11 de junho de 1970, o Dragão da Sorte No.5 recebeu atenção da mídia, pois ainda estava no lixo dentro do canal. A área foi limpa e transformada em um parque. O navio foi retirado da água e colocado em exibição pública como símbolo de oposição às armas nucleares em uma sala de exposições em Tóquio.
O Daigo Fukuryū Maru foi considerado seguro para visualização pública e foi preservado em 1976. Agora está em exibição em Tóquio no Tokyo Metropolitan Daigo Fukuryū Maru Exhibition Hall.

## Mídia
O filme Godzilla de 1954 da Toho foi inspirado em parte por este evento. O próprio navio aparece em um pôster no filme de 2001 Godzilla, Mothra and King Ghidorah: Giant Monsters All-Out Attack, que também apresenta Godzilla chegando em terra e causando estragos na área de Yaizu.
Um poema, Japon Balıkçısı (Os Pescadores Japoneses), foi escrito em 1956 pelo poeta turco Nâzım Hikmet Ran sobre os eventos.
Um romance curto, Ash of Bikini por Lev Petrov e Arkady Strugatsky, seguindo de perto o incidente, foi publicado em 1956 em russo. Parte dele foi republicado em um tutorial para escolares nove anos depois.
Ralph Lapp escreveu The Voyage of the Lucky Dragon, que foi publicado em 1958. Foi resenhado na primeira página do The New York Times Book Review.
Uma versão cinematográfica dos eventos, Daigo Fukuryū Maru (1959), foi dirigido e roteirizado por Kaneto Shindo, e produzido por Kindai Eiga Kyokai e Shin Seiki Eiga.
O artista Tarō Okamoto, criou a pintura Moeru hito (Burning People) em resposta ao Lucky Dragon No. 5. A pintura foi exibida na Quinta Conferência Mundial Contra Bombas Atômicas e de Hidrogênio em 1959. Ele também incluiu o navio em seu mural Myth of Tomorrow na estação ferroviária de Shibuya.